# Kertosari (Jumo)
Kertosari is een bestuurslaag in het regentschap Temanggung van de provincie Midden-Java, Indonesië. Kertosari telt 2547 inwoners (volkstelling 2010).